# Penthea melanosticta
Penthea melanosticta är en skalbaggsart som beskrevs av Francis Polkinghorne Pascoe 1875. Penthea melanosticta ingår i släktet Penthea och familjen långhorningar. Inga underarter finns listade i Catalogue of Life.